# Kacper Tatara
Kacper Tatara (* 20. März 1988 in Lublin) ist ein ehemaliger polnischer Fußballspieler.

## Karriere
Der in Lublin geborene Kacper Tatara kam nach seinen Jugendstationen bei Motor Lublin und Legion Lublin bereits in der Saison 2005/06 in der polnischen ersten Liga, der Ekstraklasa, für KS Cracovia zum Einsatz. Gegen Legia Warschau wurde der damals 17-jährige Tatara in der 78. Minute eingewechselt, jedoch ging das Spiel mit 0:5 verloren. In dieser Zeit absolvierte er zudem fünf Spiele in der polnischen U18-Fußballnationalmannschaft. In der Saison 2006/07 wurde Tatara dann an den polnischen Drittligisten Stal Rzeszów ausgeliehen, bevor er nochmals zwei Saisons beim Erstligisten KS Cracovia unter Vertrag stand und bei einem Erstligaspiel eingewechselt wurde. Größtenteils kam er jedoch nur in der zweiten Mannschaft zum Einsatz, die in der separaten Nachwuchsliga Młoda Ekstraklasa spielte.
Zur Saison 2009/10 wechselte Tatara zum polnischen Zweitligisten Znicz Pruszków und in 14 Spielen gelangen ihm 2 Tore. Jedoch stieg der Verein am Ende der Saison in die dritte Liga ab. In der Saison 2010/11 wurde er mit 10 Toren in 27 Spielen bester Torschütze seines Klubs. Zu Beginn der Saison 2011/12 absolvierte er ein Testspiel beim deutschen Drittligisten SV Darmstadt 98. Trotz seines Siegtors im Test gegen Borussia Dortmund II wurde Tatara zunächst nicht verpflichtet, stattdessen kam er beim polnischen Drittligisten Chojniczanka Chojnice unter, wo er in 24 Spielen 4 Tore erzielte.
Zu Beginn der Saison 2012/13 war Tatara erneut im Probetraining beim Drittligisten SV Darmstadt 98 und wurde am 2. August 2012 schließlich verpflichtet. Bereits am 3. August 2012 bestritt Tatara mit einer Einwechslung in der 67. Minute im Spiel gegen Preußen Münster (2:1) sein erstes Spiel im deutschen Profifußball und bereitete dabei das 2:0 von Andreas Gaebler vor. Sein erstes Tor für Darmstadt erzielte er am 26. August 2012 im Heimspiel gegen Hansa Rostock (1:1).
Im Sommer 2013 kehrte er zurück in seine Heimat Polen und schloss sich Zweitligist Ząbkovia Ząbki an. Doch nach nur zwei Ligaeinsätzen in der Hinrunde wechselte er in der Winterpause zum Ligarivalen Okocimski KS Brzesko. Die Saison 2014/15 spielte er für Legionovia Legionowo in der dritten Liga und beendete dann seine Karriere.